# قرة سقال (مياندوآب)
قرة سقال هي قرية في مقاطعة مياندوآب، إيران. عدد سكان هذه القرية هو 737 في سنة 2006.